# Шведська література
Шве́дська літерату́ра — література, створена шведською мовою у Швеції та Фінляндії. Шведська література є складовою ширшого поняття «скандинавські літератури».

## Літературні епохи
Історію шведської літератури прийнято поділяти на декілька літературних епох, назви яких, на відміну від інших літератур, пов'язані радше з політичною історією Швеції, ніж з історією розвитку літературних стилів:
- Епоха язичництва (до 1100 року);
- Епоха католицизму (1100—1520);
- Епоха Реформації (1520—1600);
- Епоха великодержавності (1611—1718/1721);
- Епоха свободи (епоха Просвітництва, 1721—1772);
- Епоха Густава (класицизм, рококо, передромантизм, 1772—1809);
- Новий державний лад (романтизм, лібералізм, 1809—1880);
- Рубіж XIX та XX століття (натуралізм, імпресіонізм, символізм та неоромантизм, 1880—1910);
- XX століття;
- XXI століття.

## Історія

### Язичництво

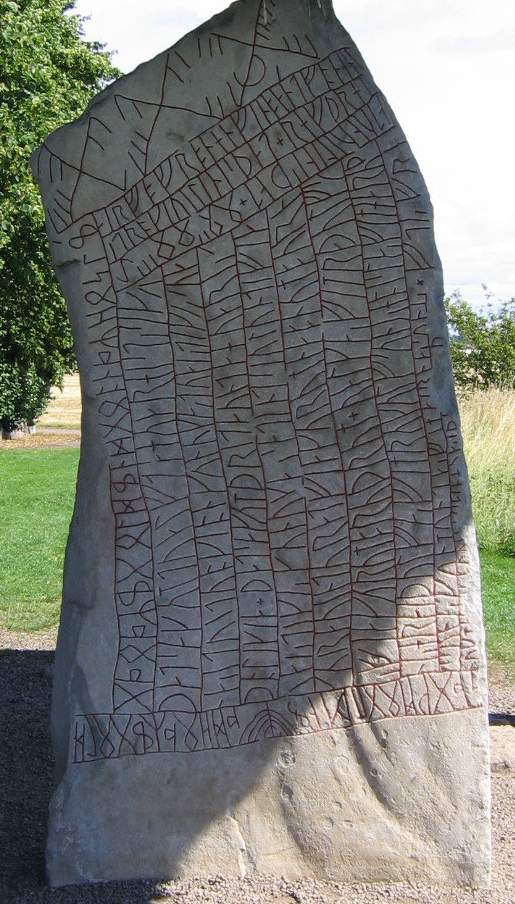
Рьокський рунічний камінь

Шведська література, як і інші літератури Скандинавії, починається з рунічних написів, у яких прославлялися славетні діяння пануючих еліт або ж мова йшла про акти власності. Перший літературний текст, з якого бере початок шведська література, викарбуваний на Рьокському рунічному камені, який датується 800 роком. З прийняттям християнства до Швеції потрапляють тексти Святого письма та їхні коментарі грецькою, давньоєврейською та латинською мовами.

### Середньовіччя та Кальмарська унія (1100—1520)
Окрім рунічних написів, що загалом були короткими текстами, давніми пам'ятками писемності Швеції є закони про землеволодіння (XIII ст.). З поширенням християнства виникає релігійна література, гімни та переклади частин Біблії. З XIV століття з півдня Європи до Швеції приходить куртуазна література. Старошведською мовою було перекладено три лицарські романи (Eufemiavisor). У цей же час з'являється перша шведська хроніка Erikskrönika (Хроніка Еріка) про боротьбу за владу близько 1300 року. Найвидатнішою письменницею шведського середньовіччя вважають Бригіду Шведську, яка в свої Himmelska uppenbarelser («Небесних откровеннях») описує власні візії та полемізує з політичними та релігійними супротивниками. Велике значення для розвитку літератури мали також спільні для шведів, норвезькій, данців та ісландців балади й саги.

### Реформація та епоха Великодержавності (1520—1721)

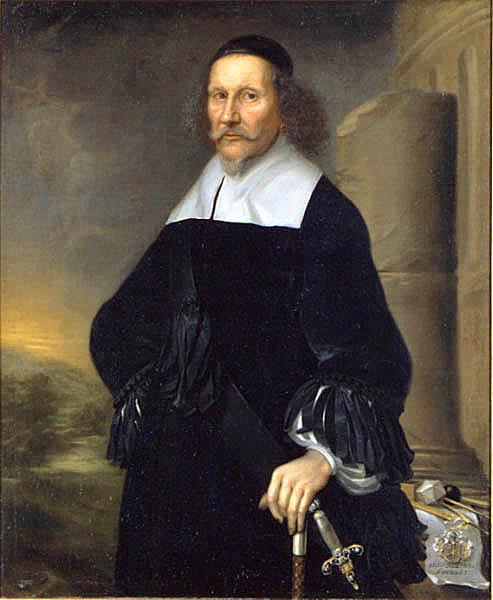
Портрет Георга Стірнгельма пензля Давида Клекер-Еренштраля, 1663

На початку цього періоду закладено основи єдиної літературної шведської мови. 1541 року з'явився новий переклад Біблії Густава Вази, який залишався канонічним аж до 1917 року. Внаслідок Реформації особливого розвитку набула релігійна література, що домінувала весь цей період.
Література Ренесансу постала у Швеції лише в XVII столітті. Головним її представником був Ларс Віваліус, відомий як поет та авантюрист. Його поезія живилася образами й ритмами народних поезій тонічного віршування (Knittelvers). Головні теми його поезій — любов до свободи й природи. Натомість Георг Стірнгельм був радше неокласиком, він намагався надати шведській поезії певного академізму, спираючись на літературні зразки та розміри античності. Його поема «Геркулес» (1658), написана гекзаметром, надихала не одне покоління шведських літераторів. Традицію петраркізму розвивав у Швеції Скугечер Бергбу, який опублікував збірку ста сонетів Wenerid (опубліковано 1680, написано до 1650). Піком розвитку барокової поезії були 1670-ті роки. Тоді з'явилося багато нових релігійних пісень, численних поезій на різні випадки (весілля, похорон, свято).

### Епоха свободи

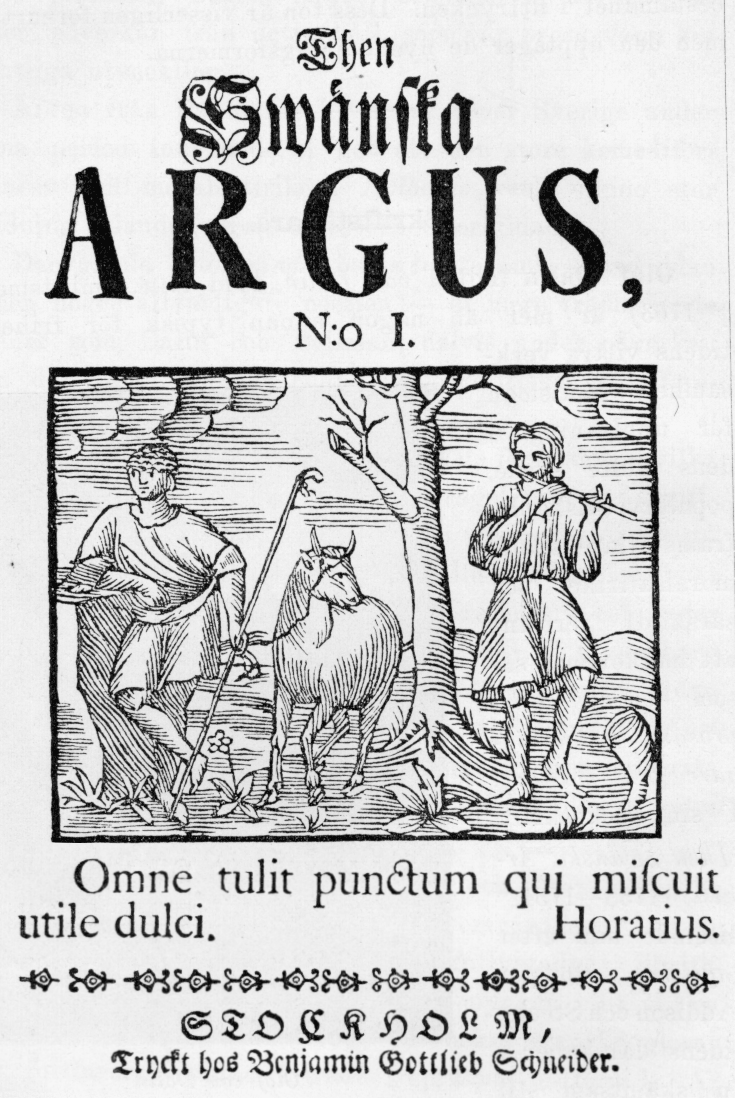
Часопис Олофа Даліна «Then svänska Argus»

Епоха свободи (1721—1772) почалася зі встановлення в країні вільнішого політичного режиму. Найвизначніший натураліст Швеції Карл Лінней (1707—1778) став відомий насамперед завдяки науковим працям, написаним латиною, проте його ясний, чіткий, образний стиль мав чималий вплив на розвиток літературної шведської мови. Поет та історик Олоф Далін (1708—1763) писав свої твори під впливом сучасних йому французьких та, особливо, англійських письменників (Драйдена, Свіфта). За прикладом Аддіссона та Стіля Далін започаткував щотижневий сатиричний журнал «Шведський Аргус» (1732—1734), який здобув неабияку популярність. Якоб Мерк (1714—1763) є зачинателем жанру дидактичного роману у Швеції («Адальрік і Гетільда», «Текла» та ін.), який розвивався під впливом Фенелонового «Телемака».
Представниками французького впливу в Швеції були також Гедвіга Нурденфлікт (1718—1763), Філіпп Крейц (1731—1785), Густав Фредрік Юлленборг (1731—1808). Великий вплив на шведську літературу цього періоду мав данський письменник Людвіг Гольберг (1684—1754), комедії якого, в перекладах шведською мовою, були широко відомі й часто наслідувалися. Найбільшим національним поетом на рубежі цієї та наступної епохи був Карл-Мікаель Бельман (1740—1795). У поезії Бельман був особливо уважний до краси природи, його твори вирізняються віртуозністю й оригінальністю форм. Найбільшу популярність здобула його збірка епічних та ліричних віршів «Послання Фредмана». У другій половині епохи свободи (1753) королева Луїза Ульріка Прусська заснувала Королівську Шведську академію книжності, історії та давнини. Виникло декілька приватних гуртків, що мали на меті сприяти розвитку красного письменства.

### Епоха Густава (1772—1809)
За часів царювання короля Густава III французький вплив у культурному житті Швеції досяг свого апогею. На початку епохи Густава було засновано шведську «Музичну академію» та «Королівський театр». Сам король, у співпраці з наближеними, писав драми та тексти для опер. Головним співавтором короля та водночас типовим представником свого часу був Йоган Генрік Чельгрен (1751—1795), який особливо захоплювався Вольтером.
З Кельгреном суперничав Карл Густав Леопольд (1756—1829), особливо відомий своїм оповіданням «Eglé och Annette», в якому легковажне столичне життя протиставляється простому сільському. Своїми критичними статтями Леопольд чимало сприяв розвитку літературного смаку у своїх сучасників. Найпопулярнішою письменницею цієї епохи була Анна Ленгрен (1755—1817), яка черпала свої сюжети переважно з сімейного життя різних прошарків суспільства: «Den glada Festen» («Веселе свято»), «Eklog», «De smaa paa landet» («Малюки в селі»), «Pojkarne» («Хлопці»), «Buketten» («Букет»).
Представником романтичного напрямку в шведській літературі, близького до німецького «Періоду Бурі й Натиску», був Томас Турільд (1759—1808), який виступав за близькість до природи, свободу почуття та думки й був засуджений за твір «Om det allmänna förstaandets frihet» («Про свободу думки») на 4-річне вигнання. Спорідненим з Торульдом за духом був Бенгт Ліднер (1759—1793), найкращими творами якого вважають «Grefvinnan Spastaras död» («Смерть графині Спастара») та «Aaret 1783» («Рік 1783»).
Письменник і військовий діяч Георг Адлерспарре видавав у цю епоху журнал «Läsning i blandade ämnen», в якому співпрацювали найкращі сили літератури.

### Новий державний лад (1809—1880)

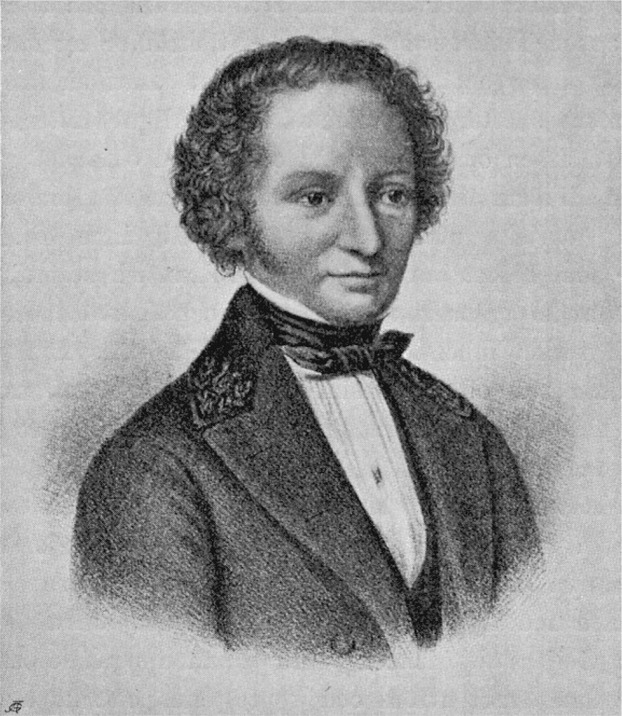
Пер Даніель Аттербум

Після державного перевороту 1809 року в шведській літературі відбулося оновлення. 1810 року було проголошено доволі широку свободу друку. Під впливом німецької романтичної школи, у шведській літературі визначилися дві головних течії: неоромантизм та єтицизм. Прихильниками першої течії, що мали прізвисько «фосфористи» (за назваою журналу «Фосфор»), були студенти Уппсальського університету. Ще 1803 року в Уппсалі утворилося товариство любителів красного письменства, після розпаду якого 1807 року 17-річним студентом Аттербумом була заснована «Спілка Аврори». У цій спілці формувалися літературні погляди молоді, які потім знаходили своє вираження в журналах: «Поліфем» (Стокгольм, 1809—1812) та «Фосфор» (Уппсала, 1810—1813). Поетичні твори фосфористів друкувалися в «Поетичному Альманасі», що видавався Аттербомом (1812—1822), критичним органом школи був «Svensk litteraturtidning» (1813—1824).
Найвидатнішим письменником-фосфористом був сам Пер Даніель Аттербум, який почав свою діяльність під впливом Вільгельма Тіка та Фрідріха Шеллінга. Він прагнув поєднувати у творчості романтичну стилістику з натурфілософськими роздумами. Його поема-казка «Lycksalighetens ö» («Острів блаженства») вважається вершиною шведського романтизму. Ідея цієї алегоричної поеми — співвідношення між життям у мріях, у світі фантазії та дійсним життям. Видатним представником фосфоризму був також Фредерік Пальмблад (1788—1852), що був як письменником, так і видавцем.
Друга течія письменників, об'єднана в «Спілку готів», мала на меті не лише суто літературні, а й загальнокультурні цілі. Як і фосфористи, «готи» були прихильниками романтичної школи з виразним національним духом. Серед членів спілки були люди з великим поетичним хистом. Засновником спілки «готів» був Гудмунд Йоран Адлербет, син талановитого перекладача латинських класиків. З 1811 року «готи» стали видавати власний журнал «Ідуна». 1844 року Адлербет помер і спілка розпалався.
До «готів» належали два майбутніх світила шведської літератури — Есаяс Теґнер (1782—1846) та Ерік Геєр (1783—1847). Ці два автори вважаються найбільшими національними поетами Швеції. Обидва вони були професорами університетів: Геєр викладав в Уппсальскому, а Теґнер — в Лундському університеті. Ерік Геєр був водночас поетом, філософом, композитором та видатним істориком. Приєднавшись спершу до табору романтиків, він згодом став першим поборником ліберальних ідей. Есаяс Теґнер згодом прилучився до неокласичного, академічного напрямку.
Зі «Спілки готів» вийшли ще два видатні письменники — Арвід Афцеліус (1785—1871), збирач шведських народних пісень, переказів та перекладач на шведську мову стародавньої «Едди», а також Пер Лінґ (1776—1839), засновник «Шведської гімнастики».
Дещо осторонь згаданих угруповань стояв Ерік Юхан Стагнеліус (1793—1823), твори якого позначені містичним характером та неперевершеною віртуозністю.

### Рубіж XIX та XX століття (1870—1914)

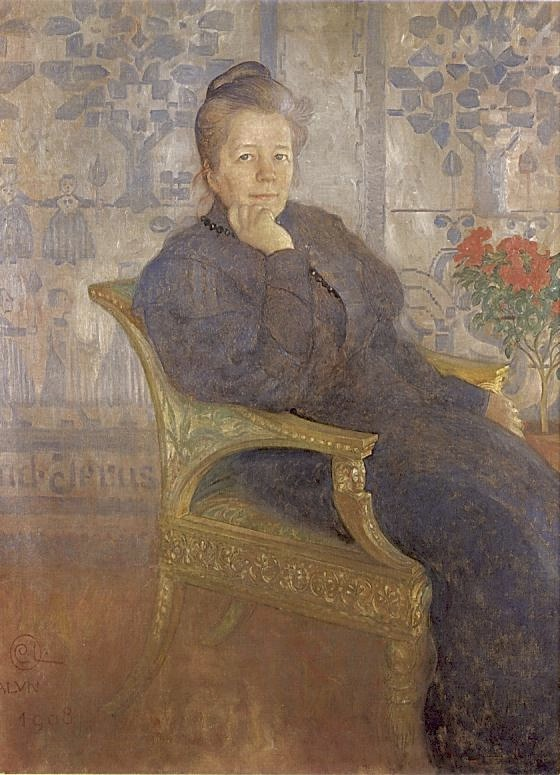
Сельма Лагерлеф, портрет Карла Ларсона (1909)

Август Стріндберг та Сельма Лагерлеф є найвидатнішими письменниками цього періоду. 1879 року Август Стріндберг здобув загальне визнання своїм романом Röda rummet (Червона кімната), після чого він створив цілу низку менших за формою творів й перейшов на драматургію. Завдяки п'єсами Fadren (Батько , 1887) та Fröken Julie (Фрекен Жулі, 1888), а також творам, написаним у руслі символізму, Ett drömspel (Гра снів, 1902) та Spöksonaten (Соната привидів, 1907) Стрінберг став широко відомий навіть за межами Швеції. Лауреатка Нобелівської премії з літератури Сельма Лагерлеф заявила про себе 1891 року романом Gösta Berlings saga (Сага про Єсту Берлінґа). Інший видатний твір Лагерлеф Nils Holgerssons underbara resa genom Sverige (Дивовижна подорож Нільса Гольгерсона з дикими гусьми по Швеції, 1906—1907) був задуманий як шкільний посібник-гра з географії. Так само для шкільного вжитку була задумана історична читанка іншого нобелівського лауреата Вернера фон Гейденстама Svenskarna och deras hövdingar (Швеція та її правителі), яка була опублікована 1909 року. Вернер фон Гейденстам разом з Густавом Фредінгом були найпримітнішими ліриками 1890-х років.
Шведський Fin de siècle найяскравіше репрезентує Яльмар Седерберг, доробок якого сповнений песимізму щодо людини і водночас стилістичного блиску. Улюблені герої Седерберга — розчаровані лиходії. 1895 року він опублікував свій перший роман Förvillelser (Замішання), за яким опублікував свій перший шедевр — роман Doktor Glas (Доктор Глас), публікація якого призвела до справжнього скандалу в Швеції. 1912 року з'явився його роман Den allvarsamma leken (Серйозна гра), який вважається класикою любовного роману.
Народження науково-фантастичного напрямку в шведській літературі пов'язують з іменем Класа Лундіна. 1878 року він опублікував перший шведський науков-фантастичний роман «Кисень та Аромазія».
Найвизначнішим поетом цього часу був символіст та модерніст Вільгельм Екелунд.

### XX і XXI століття

#### Міжвоєнний час (1914—1945)

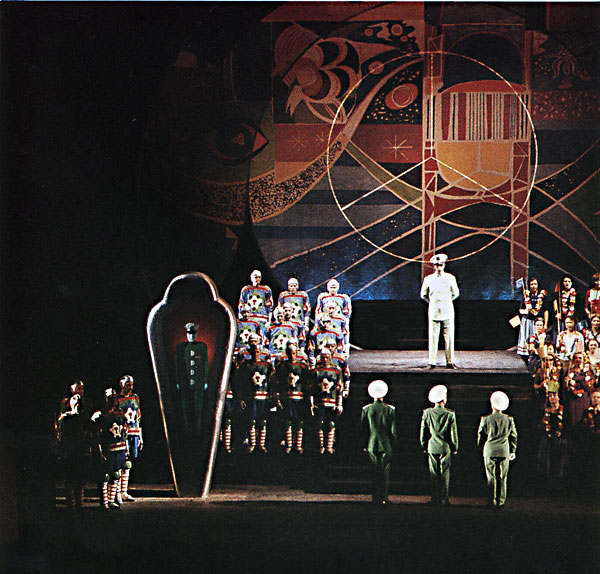
Сцена з опери «Аніара» за однойменною поемою Гаррі Мартінсона.

Література після 1914 року значно більше звертається до соціальних тем, ніж то було в попередій час. Робітнича література та критичне зображення середніх класів у 1920-ті та 1930-ті роки спираються на власний досвід письменників та нерідко мають автобіографічних характер.
Модерна лірика з впливами експресіонізму, футуризму та сюрреалізму представлена у творчості Пера Лагерквіста. Іншими яскравими посьменниками-модерністами були Гаррі Мартінсон, Біргер Себерг, Яльмар Ґулльберг, Артур Лундквіст тощо. Цікавий поетичний доробок у Карін Боє, яка поєднала ідеї соціалізму та психоаналізу. Найрадикальнішим шведським поетом-модерністом цього часу вважається Гуннар Екельоф.
Прихід у Німеччині до влади нацистів позначився й на шведській літературі. Пер Лагерквіст відповів на поширення нацистської ідеології романами Bödeln (Кат, 1933) та Dvärgen (Карлик, 1944), у яких викривається людське зло. Антинацистська тематика присутня також у творах Карін Боє (її роман-дистопія Kallocain / Каллокаїн, 1940) та у ще одного нобелівського лауреата Ейвінд Юнсон, автора романного циклу Krillon (Романи про Крилона).

#### Повоєнний час (1945—2000)

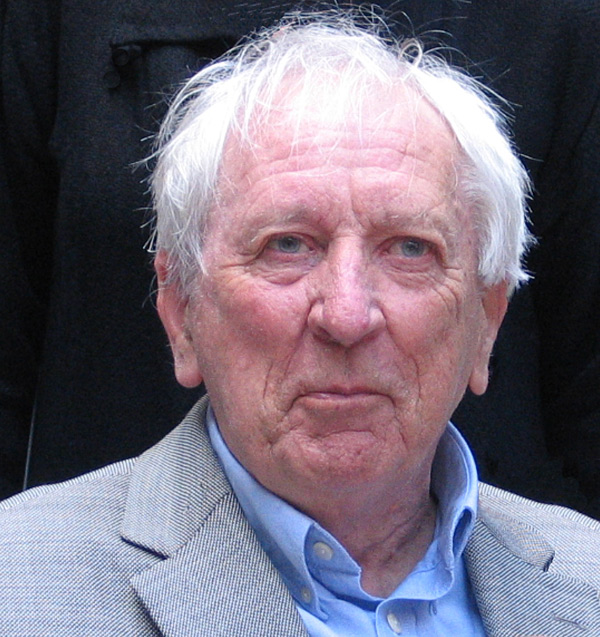
Томас Транстремер

Лише в перші десятиліття після Другої світової війни по справжньому заявила про себе шведська література модерну. Екзистенційні проблеми знайшли своє вираження насамперед у ліриці. До визначних поетів цього часу належать Ерік Лінденгрен, Карл Веннберг, Карл Вернер Аспенстрем, Ельза Граве та Рут Гілларп. Поети Ларс Форссель та Томас Транстремер досягли міжнародного визнання. Найяскравішими прозаїками повоєнного часу були Ларс Алін, прихильник антинатуралістської естетики, та Стіг Дагерман, головними темами якого були вина та страх. Поряд з експериментальними творами розвивався й класичний роман, найпомітнішою представницею якого була Сара Лідман, яка в романі Tjärdalen (Долина Тер, 1953) описала сільське життя, та Пер Андерс Фогельстрем, який цікавився урбаністичними темами, зокрема в романі Sommaren med Monika (Літо з Монікою, 1951), sind.
Особливо значущим є доробок вже згаданого Гаррі Мартінсона, пошанованого Нобелівською премією з літератури. Мартінсон був прихильником буддизму та даосизму, але не в релігійному, а в морально-філософському сенсі. Вражаючі картини людського болю й космічної порожнечі зображені в поемі Мартінсона Aniara (Аніара, 1956) про космічний корабель, що збився з курсу. Головний герой роману Гаррі Мартінссона Vägen till Klockrike (Дорога до королівства дзвонів, 1948) — безробітний майстер сигар Болле, що блукає Швецією 1800-х років, уособлює погляди Мартінсона, позначені впливом далекосхідних релігій. Роман був екранізований 1953 року шведським режисером Гуннаром Скуглундом, а 1959 року композитор Карл Біргер Блумдаль написав однойменну оперу, яку потім поставили в Стокгольмі.
У середині 1960-х років відбулися певні зміни в спрямованості нових художніх творів. Нова політична свідомість вимагала більше критичних суспільних тем. Не дивно, що в цьому контексті розвивається жанр документального роману та репортажу. Пер Улоф Енквіст здобув визнання своїм романом Legionärerna ( Леґіонери, 1968) про екстрадицію 167 балтів із Швеції до СРСР. Ян Мюрдаль опублікував Rapport från en kinesisk by (Репортаж з китайського села). Також інші письменники, такі як Пер Вестерберг та Сара Лідман пишуть у цей час про умови й обставини життя людей за межами Швеції. На початку 1970-х років актуальними стали теми внутрішньополітичного життя, зокрема питання прав жінок. Про це писали Гун-Брит Сундстрем у романі För Lydia (Для Лідії) та Інгер Ульфвен у романі Dotter till en dotter (Дочка дочки).
У 1970-ті роки відбулося відродження жанру роману-епопеї та романних циклів. Свен Дельбланк у романі Hedebysvit (Цикл Гедебі) описав сільське життя в Седерманланді, Керстін Екман опублікувала роман Häxringarna (Персні відьми), що започаткував цикл про Седерманланд кінця XIX століття, а Сара Лідман представила цикл з п'яти романів Jernbaneepos (Залізничний епос) про колонізацію Вестерботтена у XIX столітті. Йоран Тунстрем описав у романах Prästungen (Дитина священика) та Juloratoriet (Різдвяна ораторія) Вермланд.
Одним з провідних сучасних драматургів є Ларс Норен, відомий своєю родинною драмою Modet att döda (Мужність убити), створеною 1980 року.
Стіґ Ларссон за'явив про себе у 1980-ті роки творами постмодерністської стилістики, зокрема романом Autisterna (Аутисти). Водночас публікуються цікаві твори в традиції епічної оповіді, зокрема таких авторів, як Торні Ліндгрен (Ormens väg på hälleberget / Дорога змії та Hummelhonung / Джмелиний мед), Пер Улоф Енквіст (Musikanternas uttåg / Виступ музикантів та Livläkarens besök / Візит придворного лікаря), а також Керстін Екман з її трилогією Vargskinnet (Вовча шкура).

## Детективна література

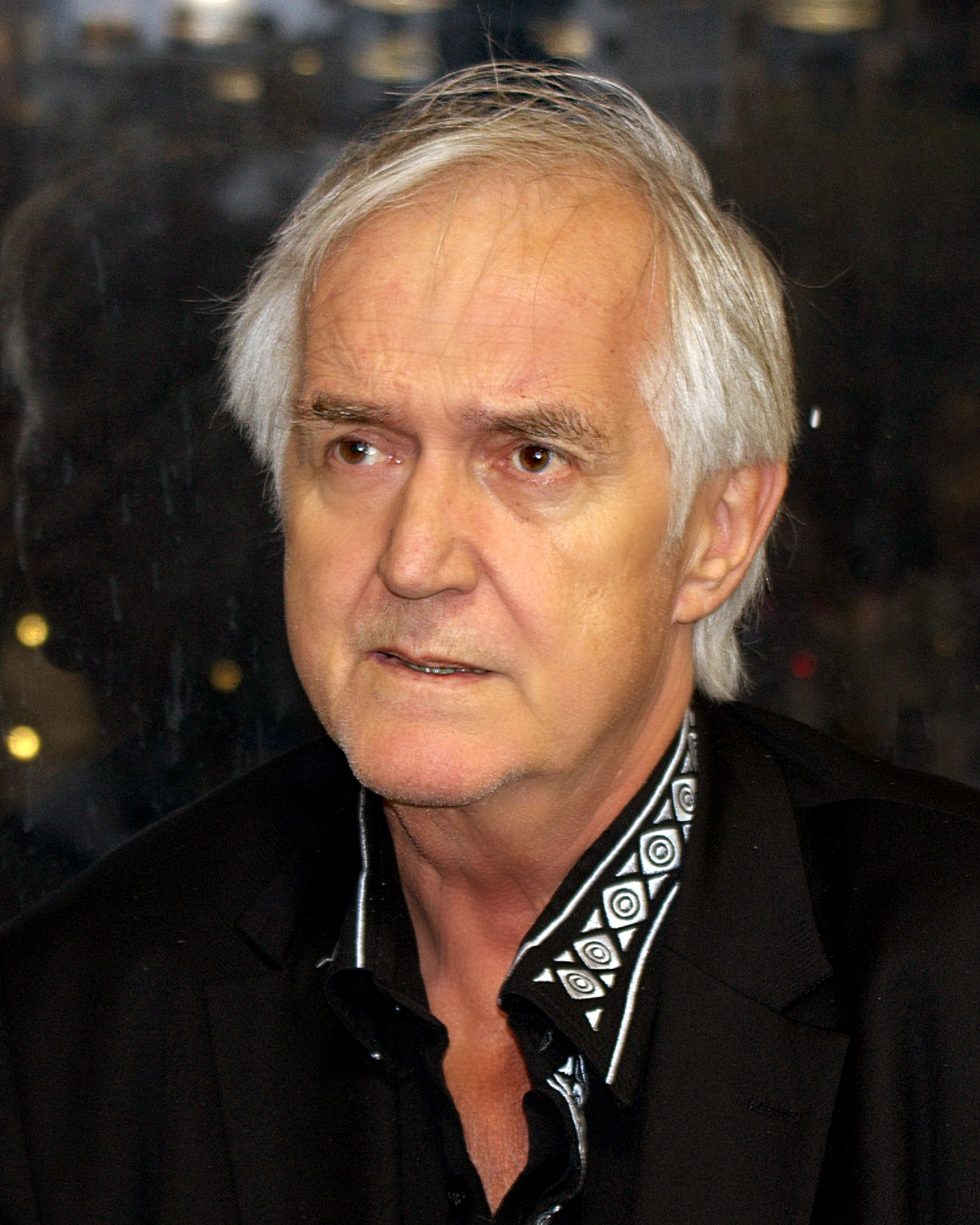
Геннінґ Манкелль

Шведський детективний роман до Другої світової війни перебував під сильним впливом закордонних зразків. Лише після війни шведські детективи стають самобутніми як за місцем дії, так і за стилістикою і розвитком сюжету. Показовою в цьому плані була Марія Ланґ, що зображала життя та побут шведської провінції. Попри певну схематичність, її твори мають велику популярність, їх екранізують. З 1949 по 1990 ця авторка написала сорок три детективи для дорослих і чотири — для дітей. У 1960-ті роки дуже плідною була письменницька співпраця Пера Валее і Май Шевалль, які стали відомими далеко за межами Швеції своїм десятитомним циклом om ett brott (Про злочин). Ці романи були не лише розважальним читвом, а й мали соціально-політичний підтекст. Під впливом успіху Валее та Шевалль у Швеції з'являлося дедалі більше детективних романів. Прикметно, що 1971 року засновано Svenska Deckarakademin (Шведську академію детективу). Великий міжнародний успіх здобули лауреати премії, заснованої цією академією, — майстри детективу Геннінґ Манкелль, Стіґ Ларссон, Юган Теорін.

## Дитяча література
Перші визначні твори дитячої літератури у Швеції з'явилися близько 1900 року. Найпомітнішими дитячими письменниками цього часу були Ельза Бесков, Анна Марія Роос та Анна Валенберг. 1945 року публікацією повісті «Пеппі Довгапанчоха» (швед. Pippi Långstrump) заявила про себе чи не найвідоміша письменниця сьогоднішньої Швеції Астрід Ліндґрен. Такими творами, як «Пеппі Довгапанчоха» Астрід Ліндґрен вдалося звільнити дитячу літературу від зайвого моралізаторства й дидактизму, писати захоплююче та водночас не сторонитися важливих світоглядних питань, як життя і смерть у «Брати Лев'яче Серце» (швед. Bröderna Lejonhjärta), мужність і страх у книжці «Міо, мій Міо» (швед. Mio, min Mio), конфлікт поколінь в «Роня, дочка розбійника» (швед. Ronja Rövardotter) тощо. Іншими дитячими письменниками, що оновили цей жанр літератури були Марія Ґріпе, Гуннель Лінде, Інґе та Ларс Сандберґ, Свен Нордквіст (книги про Петсона і Фіндуса), Моні Бренстрем (серія книжок Tsatsiki) та ін.

## Шведська література в Україні
Сьогодні шведську літературу в Україні видають всього декілька видавництв та перекладачів. Художню літературу зі шведської на українську перекладають Ольга Сенюк, Галина Кирпа, Наталя Іваничук, Лев Грицюк, Юлія Мусаковська та ін. Їхні переклади друкувалися у видавництвах «Дніпро» (ще за радянського часу), «Юніверс», «Український письменник», «Літопис», «Видавництво Старого Лева», «Фоліо», «Крок», «Піраміда», «Кальварія». З 1998 року при Львівському університеті діє «Центр країн Північної Європи» (засновник — Наталя Іваничук), який популяризує і шведську літературу.
Однією з перших в Україні взялася за художній переклад зі шведської Ольга Сенюк. У її перекладі вийшли такі книжки:
- Туве Янссон «Диво-капелюх». — К. : Веселка, 1973
- Май Шевалль і Пер Валее «Замкнена кімната» (1984) та інші детективи;
- Сара Лідман «Острів. Я і мій син» (К. : Дніпро, 1984);
- Пер Лагерквіст «Маріамна» (К. : Дніпро, 1988);
- Сельма Лагерлеф «Чудесна мандрівка Нільса Гольґерсона з дикими гусьми»;
- Торґні Ліндґрен «Джмелиний мед», «Слід змія на скелі». — (Кальва́рія, 2002)
- Астрід Ліндґрен «Знаменитий детектив Блюмквіст», «Малий і Карлсон», «Пеппі Довгапанчоха», «Міо, мій Міо», «Расмус-волоцюга», «Брати Лев'яче Серце», «Роня, дочка розбійника», «Калле Блюмквіст і Расмус» (К. : Школа, 2003), «Пригоди Еміля з Льонеберги» (К. : Махаон-Україна, 2010), «Діти з Гамірного» (К. : Махаон-Україна, 2012);
- Август Стріндберг «Червона кімната» (Х. : Фоліо, 2009);
- Пер Лагерквіст. Варавва (Х. : Фоліо, 2011).

Галина Кирпа переклала українською чимало шведських письменників, зокрема окремі твори Інґер Сандберґ, Ґуннель Лінде, Ульфа Старка, Едіт Седерґран, Бу Сеттерлінда, Бенґта Шердемана, Артура Лундквіста, Юйї і Томаса Віесландерів, Ґуннара Екелефа, Вільгельма Екелунда, Еріка Блумберґа, Вернера Аспенстрема, Гаррі Мартінсона, Ельмера Діктуніуса, Інґрід Шестранд, Сів Відерберґ, Маріанне Сандельс, Яльмара Седерберґа, Астрід Ліндґрен, Пера Родстрема. Особливо багато в її доробку перекладів творів дитячої літератури. Галина Кирпа також написала декілька літературознавчих статей про шведських письменників — Сару Лідман «Мистецьке кредо — правда» (у виданні «Острів. Я і мій син», «Дніпро», 1984, переклад Ольги Сенюк); — Авґуста Стріндберґа «Поет і сумління епохи» (у виданні «Червона кімната», «Фоліо», 2009, переклад Ольги Сенюк)
Видання шведських авторів у перекладі Галини Кирпи:
- Ян Екгольм. «Людвігові Чотирнадцятому — ура!» 1989, друге видання «Людвіґові Хитрому — ура, ура, ура!», 2009
- Єста Кнутсон — вісім повістей про «Пелле Безхвостого». — Київ: Юніверс, 2005—2011
- Кристіна Фалькенланд. «Моя тінь», 2004
- Марія Ґріпе. «Діти склодува». — К: Юніверс, 2006. 136 с. ISBN 966-8118-21-9
- Марія Ґріпе. «Ельвіс Карлсон». — К: Юніверс, 2006. 160 с. ISBN 966-8118-07-3
- Ульф Старк. «Мій друг Персі, Бофало Біл і я», 2008
- Свен Нордквіст. «Полювання на Лиса». — Тернопіль: Навчальна книга — Богдан, 2009. — 24 с. ISBN 978-966-408-452-6;
  - «Петсон, Фіндус і намет». — Т.: Навчальна книга — Богдан, 2009. — 24 с. ISBN 978-966-408-454-0;
  - «Як Фіндус загубився». — Т.: Навчальна книга — Богдан, 2010. — 24 с. ISBN 978-966-408-451-9;
  - «Петсон, Фіндус і торт на іменини». — Т.: Навчальна книга — Богдан, 2010. — 24 с. ISBN 978-966-408-453-3;
  - «Петсон, Фіндус і переполох на городі». — Т.: Навчальна книга — Богдан, 2010. — 24 с. ISBN 978-966-408-450-2;
  - «Різдво у Петсона». — Т.: Навчальна книга — Богдан, 2012. — 24 с. ISBN 978-966-10-2688-8;
  - «Коли Петсон сумує». — Т.: Навчальна книга — Богдан, 2012. — 24 с. ISBN 978-966-10-2821-9;
  - «Хвилина півнячого кукуріку». — Т.: Навчальна книга — Богдан, 2012. — 28 с. ISBN 978-966-10-2820-2;
  - «Фіндус іде з дому». — Т.: Навчальна книга — Богдан, 2015. — 28 с. ISBN 978-966-104223-9
- Оке Гольмберґ. «Туре Свентон, приватний детектив» (2010)
- Астрід Ліндґрен. «Домовичок Нільс Карлсон», «Книжка про Лотту з Бешкетної вулиці» (2010), «Сонячна галявина» (2011)
- Геннінґ Манкелль. «Кіт, що любив дощ». — К: Махаон-Україна, 2014, ISBN 978-617-526-684-7
- Барбру Ліндґрен. «Лоранґа». — Буча: Вид-во Жупанського, 2015
- Ульф Старк. «Диваки і зануди». — Львів: Видавництво Старого Лева, 2015. 160 с. ISBN 978-617-679-173-7
- Рус Лагеркранц, Ева Еріксон. «Моє серце б'ється і сміється». [Книга 2]. — Харків: Читаріум, 2017. 120 с. ISBN 978-617-7329-22-9
- Рус Лагеркранц, Ева Еріксон. «Моє щасливе життя» [Книга 1]. — Харків: Читаріум, 2018. 136 с. ISBN 978-617-7329-21-2
- Лена Андерсон. «Ліннея в саду художника». — Харків: Крокус, 20. 56 с. ISBN 978-966-97919-4-8
- Рус Лагеркранц, Ева Еріксон. «Яка ж я була щаслива». — Харків: Крокус, 2020. 120 с. ISBN 978-966-97972-0-9
- Рус Лагеркранц, Ева Еріксон. «Даня та її клопоти». — Харків: Крокус, 2020. 104 с. ISBN 978-966-97972-1-6

Наталя Іваничук переклала з шведської на українську такі твори:
- Альфред Єнсен. «Мазепа». — К.: Укр. письменник, 1993
- Туве Янссон. «Вибрані твори». — Л.: Літопис, 2004
- Туве Янссон. «Країна Мумі-тролів», т. 1. — Л.: Видавництво Старого Лева, 2004
- Туве Янссон. «Країна Мумі-тролів», т. 2. — Л.: Видавництво Старого Лева, 2005
- Туве Янссон. «Країна Мумі-тролів», т. 3. — Л.: Видавництво Старого Лева, 2005
- Юган Барґум. «Хлопчик на літо». — Л.: Літопис, 2005. — 274 с. ISBN 966-7007-45-6
- Туве Янссон. «Капелюх Чарівника». — Л.: Видавництво Старого Лева, 2008
- Туве Янссон. «Комета прилітає». — Л.: Видавництво Старого Лева, 2008
- Туве Янссон. «Мемуари Тата Мумі-троля». — Л.: Видавництво Старого Лева, 2009
- Захаріас Топеліус «Казки». — Л.: Видавництво Старого Лева, 2008
- Туве Янссон. «Небезпечне літо». — Л.: Видавництво Старого Лева, 2009
- Генрік Мейнандер. «Історія Фінляндії». — Л.: ЛА Піраміда, 2009
- Анна-Лена Лаурен. «У них щось негаразд з головою, у тих росіян». — Л.: Піраміда, 2011
- Анна-Лена Лаурен. «У горах всі рівні». — Л.: Піраміда, 2012
- Анна-Лена Лаурен. «Невідома ціна свободи — демократичні революції у Грузії, Україні та Киргизії». — Л.: Піраміда, 2013. ISBN 978-966-441-287-9
- Туве Янссон, Самі Маліла. «Рецепти Мумі-мами». — Л.: Видавництво Старого Лева, 2014
- Анна-Лена Лаурен, Петер Лоденіус. «Україна — прикордонна країна». — Л.: Піраміда, 2016
- Туве Янссон. «Літня книжка». — Л.: Видавництво Старого Лева, 2017
- Фріда Нільсон. «Гедвіґ». — Л.: Видавництво Старого Лева, 2018
- Леннарт Гельсінґ, Ане Ґуставссон. — «Трелі та вушка дракона». — Чернівці: Чорні вівці, 2018
- Торґні Ліндґрен. «Пельса». — К.: Видавництво Анетти Антоненко, 2019
- Туве Янссон. «Різдво приходить у країну мумі-тролів». — Л.: Видавництво Старого Лева, 2019
- Торґні Ліндґрен. «Вірсавія». — К.: Видавництво Анетти Антоненко, 2020
- Софія Лундберґ. «Червоний записник» — К.: Нора-Друк, 2020. — 304 с. серія «День Європи». ISBN 978-966-688-050-8
- Фріда Нільсон. «Пірати льодового моря». — К.: Небо, 2021
- Фріда Нільсон. «Яґґер, Яґґер». — Л.: Видавництво Старого Лева, 2021
- Пер Улов Енквіст. «Янгол, скинутий з небес». — К.: Видавництво Анетти Антоненко, 2022. — 144 с. ISBN 978-617-765-491-8
- Муа Гернґрен. «Розлучення». — Київ: Нора-Друк, 2024. — 332 с. ISBN 978-966-688-140-6
- Сельма Лаґерлеф. «Морбакка». — Л.: Видавництво Старого Лева, 2024. — 232 с. ISBN 978-966-448-137-0

Юлія Мусаковська та Лев Грицюк переклали окремі поезії нобелівського лауреата Томаса Транстремера
Лев Грицюк також переклав поезії Раґнара Стремберга (журнал Всесвіт № 5/6, 2011), опублікував антологію поетів Гетеборга та деякі твори інших шведських письменників.
Видання перекладів Лева Грицюка:
- Ліна Екдаль. «Про бажання стати виразною, як людина». — К.: «Факт», 2008. — 164 с. — ISBN 978-966-359-275-6.
- «18 поетів із Гетеборга: Антологія». — Тернопіль: Крок, 2011. — 242 с.
- Раґнар Стрьомберґ. «Жовтоока». — Тернопіль: Крок, 2012. — 48 с.
- Ліна Екдаль. «Віра і віра». П'єса. Перекладено для фестивалю «Драма.UA», 2012
- Вільде Геґґем. «якщо дерева», 2013
- Фредрік Бакман. «Шляхи життя». — К.: Книголав, 2021. — 144 с. ISBN 978-617-7820-76-4

2011 року у видавництві «Темпора» опубліковано книгу Яна-Еріка Петерссона «Стіґ Ларссон. Детективіст на тлі епохи» (український переклад: Олександр Стукало, ISBN 9786175690628) про видатного майстра детективного жанру зі Швеції.
Перший роман самого Стіґа Ларссона «Чоловіки, що ненавидять жінок» українською опублікувало 2010 року видавництво «Фоліо». Переклад, який зробив Володимир Верховень, рясніє русизмами і, як гадає Юрій Винничук, робився з російської мови, а не з мови оригіналу — шведської.
Романи Ларссона українською вийшли в серії видавництва Фоліо «Скандинавський гостросюжетний роман», що наразі складається з таких видань:
- Стіґ Ларссон. Чоловіки, що ненавидять жінок: міленіум: скандинавський гостросюжетний роман. Пер. з шведської В. М. Верховня — Харків: «Фоліо», 2010, 702 с. ISBN 978-966-03-5083-0
- Стіґ Ларссон. Дівчина, що гралася з вогнем: міленіум: скандинавський гостросюжетний роман. Пер. з шведської В. М. Верховня — Харків: «Фоліо», 2012, 829 с. ISBN 978-966-03-5083-0
- Стіґ Ларссон. Повітряний замок, що вибухнув: міленіум: скандинавський гостросюжетний роман. Пер. з шведської В. М. Верховня — Харків: «Фоліо», 2012, 894 с. ISBN 978-966-03-5083-0

Із шведської гуртом перекладають Сергій Плахтинський і Юрій Попсуєнко. Опубліковано такі їхні роботи:
- Ян Мортенсон. «Смерть ходить по музею». Детективний роман. «Дніпро», сер. «Романи й повісті» № 4, 1987
- Бу Балдерсон. «Кінець партійного лідера». Гостросюжетний роман. «Всесвіт» № 12, 1988

Із шведської також перекладає Олег Король. Наразі у світ вийшли такі його роботи:
- Марія Ланґ. «Брешуть не тільки вбивці». Детективний роман. «Всесвіт» № 7, 1998
- Ян Мортенсон. «Таємниця мексиканських божків смерти». Детективний роман. «Всесвіт» № 5-6, 2000
- Генрік Мейнандер. «Фінляндія, 1944: війна, суспільство, настрої». — К.: Темпора, 2010, 296 с. ISBN 978-617-569-010-9
- Ейвінд Юнсон. «Ще раз, капітане!». — Тернопіль: Крок, 2013, 152 с. ISBN 978-966-236-273-2
- Богдан Кентржинський. «Мазепа». — К.: Темпора, 2013, 454 с. ISBN 978-617-569-126-7
- Пер Улоф Енквіст. «Візит придворного лікаря». — Тернопіль, Видавництво «Крок», 2014, 276 с. ISBN 978-617-692-158-5
- Віллі Чюрклунд. «Соланж». — Тернопіль, Видавництво «Крок», 2014, 68 с. ISBN 978-617-692-203-2
- Віллі Чюрклунд. «Паровий коток» (складається із трьох збірок оповідань: «Паровий коток», «Смерть горностая» і «Перестарався коханець»). — Тернопіль: Крок, 2015, 236 с. ISBN 978-617-692-269-8
- Марі Юнґстедт. «Четверта жертва». — К.: Темпора, 2015, 378 с. ISBN 978-617-569-212-7
- Вернер фон Гейденстам. «Воїни Карла ХІІ». — Буча: Видавництво Жупанського, 2015, 336 стор. ISBN 978-966-2355-63-5
- Карін Боє. «Каллокаїн». — Буча: Видавництво Жупанського, 2016, 184 с. ISBN 978-966-2355-71-0
- Сельма Лаґерлеф. Оповідання «Різдвяний гість», «Історія в Гальстанесі». — Львів: журнал «Дзвін», 2017, № 11, с. 215—222
- Геннінґ Манкелль. «П'ята жінка».  — Харків: КСД, 2019, 592 с. ISBN 978-617-12-5751-1
- Сельма Лаґерлеф. «Сага про маєток». — Львів: Апріорі, 2020, 128 с. ISBN 978-617-629-589-1
- Ян Мортенсон. «Таємниця мексиканських божків смерти» — Львів: Апріорі, 2022, 216 стор. ISBN 978-617-629-699-7
- Марія Ланґ. «Брешуть не тільки вбивці». — Львів: Апріорі, 2022, 208 стор. ISBN 978-617-629-700-0
- Марія Ланґ. «Король наш Конвалія з гаю». — Львів: Апріорі, 2023, 192 стор. ISBN 978-617-629-790-1
- Марія Ланґ. «Поглянь — он смерть тебе чекає». — Львів: Апріорі, 2023, 192 стор. ISBN 978-617-629-787-1
- Марія Ланґ. «Чорне літо». — Львів: Апріорі, 2024, 168 стор. ISBN 978-617-629-819-9
- Сельма Лаґерлеф. Трилогія «Левеншельди» («Перстень Левеншельдів», «Шарлотта Левеншельд», «Анна Сверд»). — Львів: Апріорі, 2024, 576 стор. ISBN 978-617-629-855-7

Перекладає з шведської Софія Волковецька (Косарчин).
- Юнас Гассен Кемірі. «Нас є сто». П'єса. Перекладено для фестивалю «Драма.UA», 2012
- Юнас Гассен Кемірі. «Монтекор: унікальний тигр». — Л.: Літопис, 2013, 331 с. ISBN 978-966-885-325-8
- Карола Ганссон. «Штайнгоф». — «Комора», 2016, 200 с. ISBN 978-617-7286-04-1
- Пер Улоф Енквіст. «Книга про Бланш і Марі». — Л.: Видавництво Старого Лева, 2016, 224 с. ISBN 978-617-679-240-6
- Сара Стрідсберг «Країна Медея». — К.: Видавництво Анетти Антоненко, 2017. — 120 с. ISBN 978-617-7192-63-2
- «Персона» (п'єса за кіносценарієм Інґмара Бергмана), 2016
- Інґмар Берґман. «Довірливі розмови». — Львів: Видавництво Старого Лева, 2018. — 160 с. — ISBN 978-617-679-422-6
- Інґмар Берґман. «Недільне дитя». — Львів: Видавництво Старого Лева, 2018. — 136 с. — ISBN 978-617-679-523-0
- Інґмар Берґман. «Laterna Magica». — Львів: Видавництво Старого Лева, 2018. — 368 с. — ISBN 978-617-679-559-9
- Сара Стрідсберг. «Бекомберґа. Ода моїй сім'ї». — Львів: Кальварія, 2018. — ISBN 978-966-663-394-4
- Аґнета Плеєль. «Зима в Стокгольмі». — Чернівці: Видавництво 21, 2019. 160 с. ISBN 978-617-614-266-9
- Фредрік Бакман. «Ведмеже місто». — Київ: Книголав, 2019. 432 с. ISBN 978-617-7820-08-5
- Фредрік Бакман. «Тривожні люди». — Київ: Книголав, 2019, 2021. 360 с. ISBN 978-617-7820-91-7
- Фредрік Бакман. «Ми проти вас». — Київ: Книголав, 2020. 488 с. ISBN 978-617-7820-65-8
- Майґуль Аксельссон. «Квітнева відьма». — К.: Комора, 2021. — 608 с. ISBN 978-617-7286-71-3 (спільно з Іриною Шуваловою)
- Андерс Б'єркелід. «Зла зима». — Чернівці: Видавництво 21. Чорні вівці, 2019. — 336 с. ISBN 978-617-614-237-9

В царині перекладу з шведської працює також Ганна Мамчур.
- Геннінґ Манкелль. «Італійські черевики». — Харків: Фоліо, 2011, ISBN 978-966-0358-089
- Ларс Клінтінг. «Кастор — на всі лапи майстер: фарбує шафку та лагодить велосипед». — Харків: Час майстрів, 2017. 72 с. ISBN 978-966-9152-1-38
- Ларс Клінтінг. «Кастор — на всі лапи майстер: пече пиріг та вирощує квасолю». — Харків: Час майстрів, 2017. 72 с. ISBN 978-966-915-183-4
- Ларс Клінтінг. «Кастор — на всі лапи майстер: теслює та шиє». — Харків: Час майстрів, 2019. 72 с. ISBN 978-966-915-255-8
- Лена Шеберг. «Душевні факти про серце». — Харків: Крокус, 2019. 45 с. ISBN 978-966-97919-3-1
- Ніклас Натт-О-Даґ. «1795». — Харків: Фабула, 2023. 400 с. ISBN 978-617-522-112-9
- Рус Лаґеркранц. «Це моє життя». — Харків: Крокус, 2024. 112 с. ISBN 978-617-7989-27-0
- Ніклас Натт-О-Даґ, Марко Нуччі Джуліо Ґуальтієрі. «1793. Графічний роман». — Харків: Фабула, 2024. 192 с. ISBN 978-617-522-139-6

До перекладачів із шведської мови належить Сергій Дзюба.
- Ак Вельсапар. «Єгипетська ніч страху». «Кур'єр Кривбасу», квітень — червень 2014, с. 137—147
- Ак Вельсапар. «Смарагдовий берег». Чернівці, видавничий дім «Букрек», 2014

Із шведської перекладає Юлія Юрчук.
- Анна Геґлунд. «Бути мною». — Київ: Видавництво, 2016, 84 с. ISBN 978-966-97574-0-1
- Анна Геґлунд. «Про це говорять лише з кроликами». — Київ: Видавництво, 2017. — 54 с. ISBN 978-966-97574-2-5

Перелік перекладів Ольги Захарченко.
- Фредрік Бакман. «Моя бабуся просить їй вибачити». — Київ: #книголав, 2017. 416 с. ISBN 978-966-97639-6-9
- Фредрік Бакман. «Чоловік на ім'я Уве». — Київ: Книголав, 2018. 352 с. ISBN 978-617-7563-02-9
- Фредрік Бакман. «Брітт-Марі була тут». — Київ: Книголав, 2019. 352 с. ISBN 978-617-7563-47-0

Перелік перекладів Наталі Іліщук.
- Юнас Юнассон. «Столітній чоловік, що виліз у вікно і зник». — Л.: Кафе Птах, 2021. 400 с. ISBN 978-617-95185-0-8

Перелік перекладів Ганни Топіліної.
- Лів Стремквіст. «Заборонений плід». — К.: Видавництво, 2019. — 144 с. ISBN 978-966-97811-7-8
- Крістен Ульмер. «Не бійтесь боятися. Як знайти спільну мову з власним страхом». — К.: Книголав, 2019. — 366 с. ISBN 978-617-7563-55-5 Тираж 3000 пр.
- Ларс Кеплер. «Контракт Паганіні». — К.: КМ-Букс, 2019. — 592 с.
- Карл-Юган Форшен Ерлін. «Трактор, який хотів заснути». — К.: Artbooks, 2019. —28 с. ISBN 978-617-7688-40-1 Тираж 3000 пр.[6]
- Андерс Гансен. «Інстамозок. Як екранна залежність призводить до стресів і депресії». — К.: Наш Формат, 2020. ISBN. 978-617-7863-43-3
- Ларс Кеплер. «Свідок вогню. Детектив Йона Лінна». — К.: KM-Букс, 2020. — 504 с.
- Інті Чавес Перес. «Повага. Хлопцям про любов, секс та згоду».— К.: Книголав, 2021[7]

Перелік перекладів Володимира Криницького
- Ніклас Натт-о-Даґ. «1793». — Харків: Фабула, 2019. — 400 с. — ISBN 978-617-09-5941-6
- Ніклас Натт-о-Даг. «1794». — Харків: Фабула, 2022. — 448 с. — ISBN 978-617-522-045-0

## Шведські нобелівські лауреати з літератури
- Сельма Лагерлеф 1909
- Вернер фон Гейденстам 1916
- Ерік Аксель Карлфельдт 1931
- Пер Лаґерквіст 1951
- Ейвінд Юнсон 1974
- Гаррі Мартінсон 1974
- Томас Транстремер 2011